# Лангемак (лунный кратер)
Кратер Лангемак (лат. Langemak) — большой ударный кратер в экваториальной части обратной стороны Луны. Название присвоено в честь советского учёного, одного из пионеров ракетной техники, Георгия Эриховича Лангемака (1898—1938) и утверждено Международным астрономическим союзом в 1970 г. Образование кратера относится к позднеимбрийскому периоду.

## Описание кратера

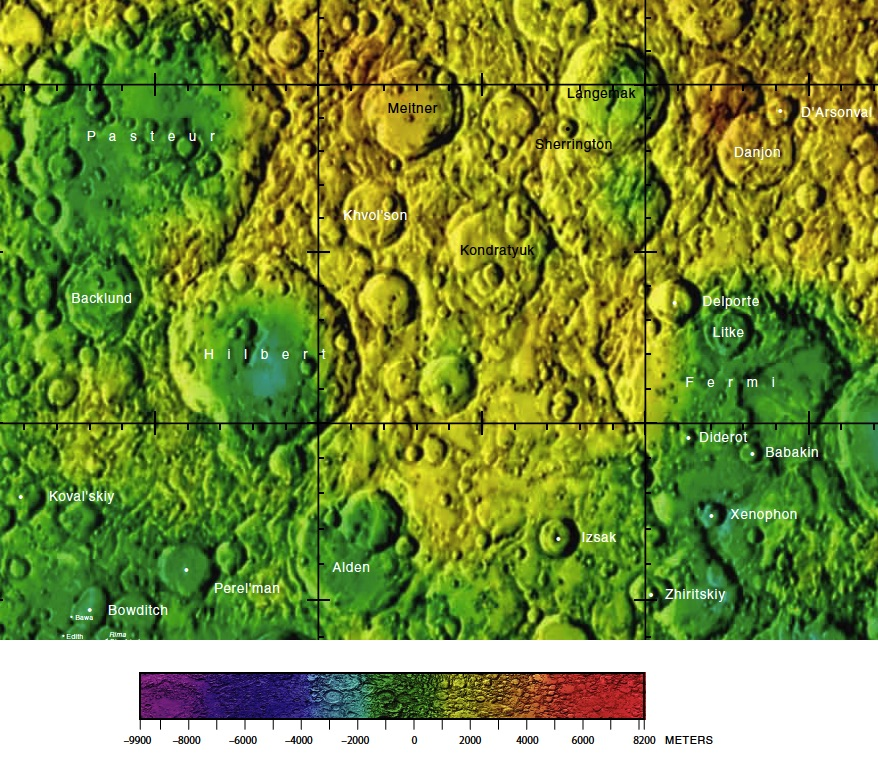
Окрестности кратера Лангемак. Фрагмент карты обратной стороны Луны.

Ближайшими соседями кратера являются кратеры Мейтнер на западе; кратер Везалий на северо-западе; кратер Нехо на северо-востоке; кратер Данжон на востоке-юго-востоке; кратер Дельпорт на юге-юго-востоке и кратер Кондратюк на юго-западе. Селенографические координаты центра кратера 9°56′ ю. ш. 119°27′ в. д. / 9,93° ю. ш. 119,45° в. д., диаметр 104,8 км, глубина 2,8 км.
Кратер Лангемак имеет полигональную форму. Вал несколько сглажен, в юго-западной части перекрыт приметным кратером Шеррингтон. Внутренний склон имеет остатки террасовидной структуры, у его подножия находятся осыпи пород. Высота вала над окружающей местностью достигает 1460 м, объем кратера составляет приблизительно 9200 км³.  Дно чаши сравнительно ровное, без приметных структур. Место центрального пика занимает невысокий изогнутый хребет. На юго-западе от данного хребта находится область с низким альбедо достигающая подножия внутреннего склона, которая представляет собой выход лавы на поверхность. Северо-западную и восточную часть кратера пересекают светлые лучи от кратера Нехо.
Местность вокруг кратера покрыта породами выброшенными при образовании кратера. Анализ данных программы Аполлон, подтвержденный позже данными зонда Clementine, показал что эти породы относятся к основным магматическим породам с высоким содержанием железа и магния, а не к полевым шпатам характерным для лунной коры. 

## Сателлитные кратеры
| Лангемак | Координаты                                              | Диаметр, км |
| -------- | ------------------------------------------------------- | ----------- |
| N        | 13°11′ ю. ш. 119°07′ в. д. / 13,19° ю. ш. 119,12° в. д. | 137,9       |
| X        | 6°53′ ю. ш. 117°54′ в. д. / 6,88° ю. ш. 117,9° в. д.    | 52,2        |
| Z        | 5°53′ ю. ш. 119°35′ в. д. / 5,88° ю. ш. 119,58° в. д.   | 30,6        |

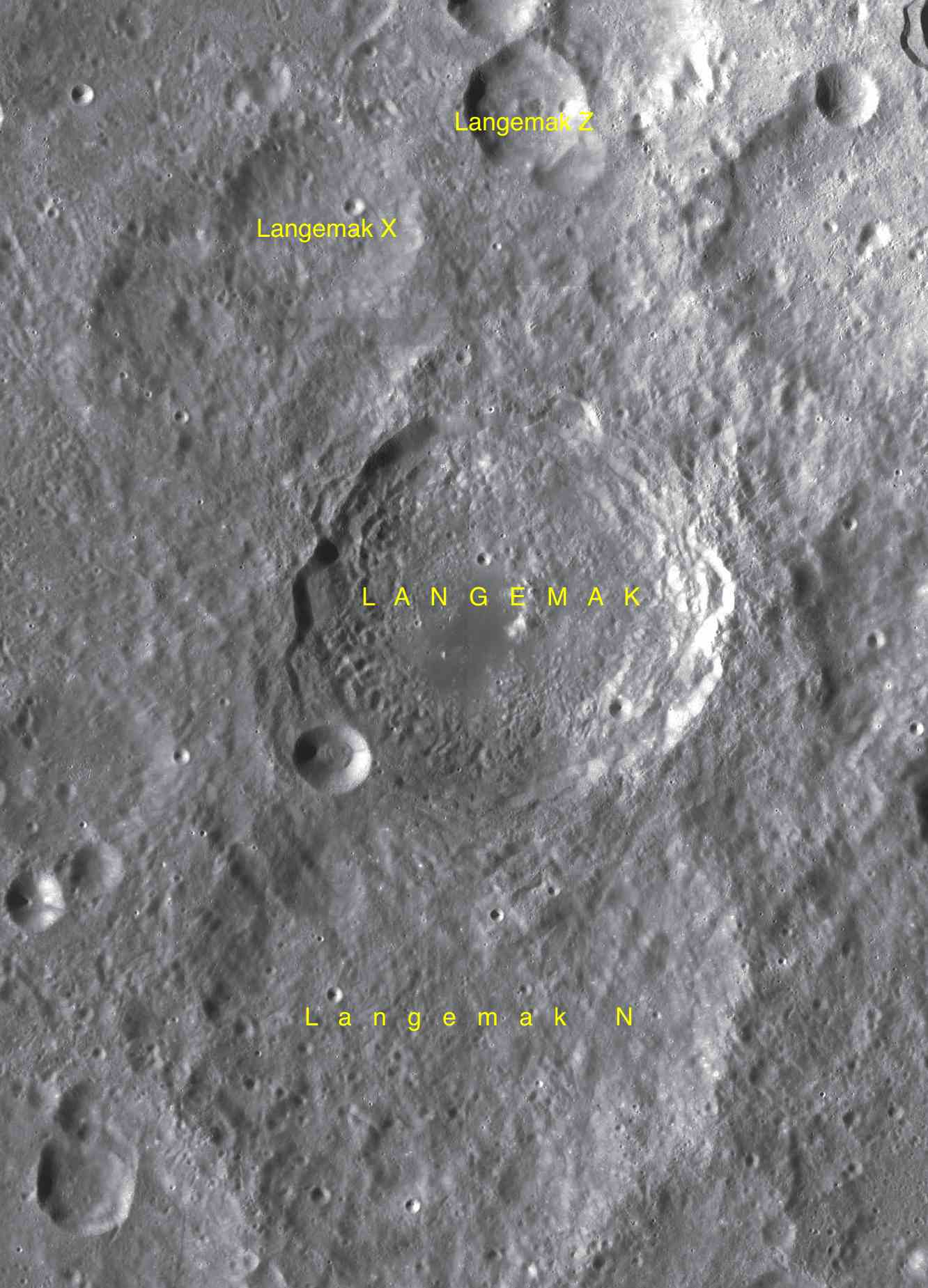
Фрагмент карты LAC-83.

- Образование сателлитного кратера Лангемак N относится к донектарскому периоду[1].
- Образование сателлитного кратера Лангемак Z относится к нектарскому периоду[1].

## См.также
- Список кратеров на Луне
- Лунный кратер
- Морфологический каталог кратеров Луны
- Планетная номенклатура
- Селенография
- Минералогия Луны
- Геология Луны
- Поздняя тяжёлая бомбардировка